# Стиля
Стиля (укр. Стиля, крымскотат. Stilâ, Стиля) — река в юго-западном Крыму, левый приток Качи, длиной 17,2 километра с площадью бассейна 26,4 км², объём стока реки — 4,73 млн.м³, уклон реки 64,5 м/км, среднемноголетний сток, на гидропосте Лесниково, составляет 0,064 м³/сек, в устье — 0,1 м³/сек. Исток реки находится в балке Стиля-дере у подножия горы Яман-Таш (северо-западная кромка Ялтинской яйлы Главной гряды Крымских гор). Собственно, начал у Стили 2: самый верхний родник — по материалам «Партии Крымских Водных изысканий» 1916 года — Эпсари-I на высоте 939 м, но он является, скорее, притоком, поскольку изначально течет по балке Яманташнын-дереси и только ниже основного истока Коз-Яманташ вливается в основное русло; родник Коз-Яманташ (или Коз-Яман-Таш, также Яман-таш-текне) — находится в балке Стиля-дере на высоте 832 м и считается основным. У Николая Васильевича Рухлова родник назван Испари, с дебетом 40000 вёдер в сутки и температурой 6,9 °C, в списках Партии Водных изысканий — родник Чухур-Чаир.
Течёт в горно-лесной местности на северо-запад, у реки, согласно справочнику «Поверхностные водные объекты Крыма» 8 безымянных притоков, длиной менее 5 километров. На доступных картах заметные притоки также не обозначены, в бассейне Стили известно насколько довольно мощных родников, стекающих в реку. Впадает в левый залив Загорского водохранилища, ранее, по сведениям Рухлова на 1911 год, впадала в Качу на высоте 146 саженей (311 м). Водоохранная зона реки установлена в 50 м.